# Encratora plumbigera
Encratora plumbigera är en fjärilsart som beskrevs av Edward Meyrick 1923. Encratora plumbigera ingår i släktet Encratora och familjen signalmalar. Inga underarter finns listade i Catalogue of Life.